# Контора Кука
Контора Кука — музыкальная группа из Самары. «ЧЕК», десятый альбом группы, стал одним из 10-ти главных альбомов 2013 года по версии RollingStone.ru.

## История
Идеологом и вдохновителем коллектива является автор подавляющего большинства текстов, вокалист, гитарист и перкуссионист Владимир «Кук» Елизаров. Изначально группа играла минималистский лоу-файный панк-рок. Состав группы претерпел многочисленные изменения, пока не обрёл свою идеальную форму — трио. Ещё один гитарист и певец Данила Телегин стал вторым фронтмэном. Песни его авторства органично вписались в концептуальный ряд Конторы Кука и звучат так естественно, как будто «там и росли». Третий участник группы Виктор Гуров отвечает за программирование драм-машин, нойз-шумы и прочие электронные музыкальные составляющие. Контора Кука не имеет определённого саунда и в каждом новом альбоме наблюдается движение и развитие. В каждой новой работе — множество новых ходов и идей, за которыми сокрыты новые и новые горизонты.
В 1999-м году выходит первый CD под названием «Контора Кука». Он оказывается интересен только узкому кругу слушателей, однако в результате группа появляется в кадрах фильма «Контрабас» режиссёра Анны Меликян. Более серьёзный отклик находит альбом «Реновация», издание которого берет на себя лейбл Геометрия. В это время критики сравнивают музыку Конторы Кука одновременно с The Residents и малоизвестными коллективами пост-рока. В 2006-м Контора записывает альбом индустриального шансона «Орднунг», в котором прослеживаются влияния Einstürzende Neubauten.
В 2006—2007 годах группа дает ряд концертов с новым материалом и ищет новое звучание. Сформировавшийся состав в это время — Владимир «Кук» Елизаров (Вокал, гитара), Данила Телегин (бас) и Тимур Тазиев (ударные). В 2009 году на лейбле Геометрия выходит новый альбом «LO-END», работа над которым шла последние два года. Альбом становится культовым у поклонников группы. Музыканты начинают активно выступать на готических концертах и фестивалях.
Весной 2010 из группы уходит Тимур Тазиев, к группе присоединяется Вадим «Joy» Быстров («Федул Жадный»), отвечающий за драм-машины, семплеры и синтезаторы. Осенью того года на концертах в Москве и Петербурге был записан альбом «Технически это легко», приложением к альбому публикуется комикс.
С 2011 года группа регулярно выступает на фестивале «Обратная Перспектива», деля сцену с такими группами московского формейшена как ОЖОГ, Сантим, Регион-77, Церковь Детства, Мать Тереза и прочими.
Осенью 2011 года к группе присоединяется шумовик-экспериментатор Виктор Гуров, в разное время участвовавший в проектах современных художников Михаила Лёзина (Хуго-Уго, Учитель Ботаники), Евгения Бугаева/Чертоплясова и записи альбомов последователей московского формейшена, — лэйбла Mold Perfection.
В декабре 2011 группа выступает на большом фестивале посвящённом десятилетию лэйбла «Геометрия», сцену делят Аукцыон, Вежливый отказ, Ночной Проспект и другие.
Весной 2012 на лэйбле «Геометрия» выходит альбом «Вирус Джаза». Позже, на лэйбле Clinical Archives публикуется интернет-релиз.
В 2012 году обложка альбома «Вирус Джаза» победила на дизайнерском конкурсе RED DOT AWARDS.
В течение года с группой часто выступает Юлия Шахова(Барабаны АШЕ), участвовавшая в записи альбома.
Весной 2012 группа записывает ремикс песни «Ночь птиц» нижегородской группы Хроноп.
Осенью 2012-го, во время тура по Украине, группа записывает в Днепропетровске live-альбом «500 miles away LIVE@Dnepropetrovsk».
В начале 2013 года, занявшись собственным проектом TLGN, группу покидает Данила Телегин. Записывается альбом «ЧЕК». После многолетнего перерыва в группу возвращается Олег Садовников.
В 2013 году альбом «ЧЕК» по версии Адрея Бухарина (RollingStone) стал одним из 10-ти главных альбомов года.
В этом же году песня «То Место» занимает второе место в номинации Psychedelic Rock конкурса GENERATION.torrent-2013, проводимого сайтом RuTracker.org. Арт-совет портала выбирает песню для ежегодного сборника «ArtSovet RuTracker.org: 2013 Essentials».
В конце года группа участвует в трибьюте группе Комитет Охраны Тепла и записывает версию песни «До свидания, лето».
В 2014 году выходит альбом «Средняя Волга», тексты которого по большей части основаны на фольклоре народов России. Средства на запись альбома собираются с помощью краудфандинга. В записи принимает участие клавишник Андрей Игонин, игравший в раннем составе Братьев Грим. На компакт диск помещён сюрреалистический клип на песню «Сегодня не высказать в слух».
24 ноября 2015 выходит альбом «РИО». В записи альбома принимает участие Валерия Пикалова, лидер группы Синестезия, сотрудничавшая ранее с такими командами, как Адора Вега и Purple Fog Side.
В 2016 альбом «РИО» попадает в двадцатку лучших отечественных альбомов года по версии Союза и топ лучших авторских раздач сайта RuTracker.org.
29 ноября 2016 выходит альбом «Карачун». RuTracker.org отбирает заглавную песню для ежегодного авторского сборника лучших треков 2016 года. Песня «Баба-Лебеда» попадает в ежегодный сборник сайта RuTracker.org «ArtSovet Rutracker.org 2016 Essentials — Titanium Block».
9 декабря 2016 группа выступает фестивале посвящённом 15-ти летию лэйбла «Геометрия», сцену делят Вежливый Отказ, Хроноп, Ива Нова и Выход.
19 сентября 2017 года выходит альбом «Mein lieber friend». В записи принимает участие Алексей Могилевский (саксофон). Артемий Троицкий ставит записи с альбома в эфире Радио Свобода. Альбом попадает в топ лучших альбомов 2017 года по версии Союза и десятку альбомов года по версии портала Наш НеФормат.
12 февраля 2019 года выходит альбом «ЙЯ-ЁЁЁ….». В записи принимают участие Кира Шулаева (скрипка) и Михаил Лёзин (гитара).
16 октября 2019 года совместно с проектом ХаКу (HQ), близнецами-гитаристами Исаевыми, выходит альбом «Форст-Цинна».

## Участие в фестивалях
- 1993 — Автоград
- 1994 — Автоград
- 1995 — Автоград
- 1997 — Жигули рок
- 1998 — Рок-платформа
- 1998 — Жигули рок
- 2001 — Самый Плохой
- 2010 — Dark Entries
- 2010 — Rock-Line
- 2011 — Метафест
- 2011 — Undina Underground Fest 2011[22]
- 2011 — RavensFest
- 2011 — Геометрия «10 лет правильной музыки»[23]
- 2011 — Обратная Перспектива[24]
- 2012 — Метафест
- 2012 — Обратная Перспектива[25]
- 2013 — «SQUAT: дефрагментация»[26]
- 2013 — Обратная Перспектива[27]
- 2013 — Метафест[28]
- 2016 — Суховей
- 2016 — Юбилей «Геометрии»[29]
- 2018 — Метафест
- 2019 — КенгуруФест

## Пресса
…Сухой, будто очищенный до костей звук с нойзовыми скрипами и меланхоличными постпанковскими гитарными ходами. Аскеза способствует обострению чувств. …результат не похож ни на что…Андрей Бухарин, журнал Rolling Stone, август 2009
Это так сказать абсолютное воплощение эстетики индипендента…
В их арсенале примитивно-изощренные (бывает и такое) бас, барабаны и гитара, гипнотизирующий, едкий вокал… констатируют такую жестокость и безвыходность нашей жизни, что и жить то не хочетсяЖурнал InRock #5 2009
…Эта музыка может ворваться в ваш мозг потоком чистого сознания и жизненных дежавю, а может и не найти никакого отклика, но это звучание вы запомните и вряд ли с чем-то перепутаетеGrave Jibes Fanzine #6 2009
Новый альбом маститых самарских пост-рокеров — подлинная жемчужина поволжского индепендента. Гипертрофированная самобытность композиций коллектива достигает здесь небывалой ранее продуманности и отточенности. Изощренность текстов и аранжировок не мешают магнетизму ритмов, которые погружают слушателя в творческую стихию группы и «не отпускают» на протяжении всей пластинки. В оформлении использованы оригинальные рисунки дочери бессменного лидера проекта — Кука.http://www.geometry.su/
Если и есть здесь что-то от индустриальщины, то скорее способ сочинения композиций. Очень он у них уж "промышленный", если не сказать инженерный и анти-гумманитарный. Складывается впечатление что эти товарищи не ждут ни вдохновения, ни милости от природы, а пускают в дело всё что есть в данный момент под рукой, странным образом преобразуя звуки в ноты, а из нот складывая гипнотические мелодии.Неизвестный автор из Запорожья
"Кук" противоречив и не скрывает этого. Меланхолия сменяется холодным взглядом "завоевателя", который не подразумевает ресентимента и сожаления. Фантазия и воображение — главные козыри "Конторы Кука".Андрей Смирнов, газета "Завтра"
Думаю что Контора Кука это настоящий бриллиант современного русскоязычного пост панка. Хотя термин пост панк слишком узковат для данного коллектива. Как всегда - эклектика стилей и общий шаманизм звучания. Как и всегда атмосфера иррационального праздника, искаженного бытия, другой музыкальной вселенной. Вселенной где нет словосочетаний "модное звучание" и "востребованная музыка", зато всем правит "музыкальное мышление" и "творческий поиск".hagnir, арт-совет RuTracker.org

## Дискография

### Студийные альбомы
- 2000 — Контора Кука
- 2004 — Реновация (Геометрия)
- 2006 — Орднунг
- 2009 — Lo-End (Геометрия)
- 2011 — Вирус Джаза (Геометрия)
- 2013 — ЧЕК (Геометрия)
- 2014 — Средняя Волга (Геометрия)
- 2015 — РИО
- 2016 — Карачун
- 2017 — Mein lieber friend (Геометрия)
- 2019 — ЙЯ-ЁЁЁ….
- 2019 — Форст-Цинна
- 2021 — Black Russian Woman

### Web-релизы
- 2012 — Jazz Virus (Clinical Archives)[30]
- 2012 — Песенный сериал
- 2012 — Кассетный архив
- 2013 — Песенный сериал. ЧЕК
- 2013 — Check (Clinical Archives)[31]

### Официальные live-альбомы
- 2010 — Технически это легко (Live) (web-релиз)
- 2012—500 Miles Away (Live @ Dnepropetrovsk) (web-релиз)
- 2016 — Live in Сквозняк (web-релиз)

### Альбомы других групп, в записи которых участвовала Контора Кука
- Хроноп — Ночь Птиц (2012)

### Участие в сборниках
- 2004 — Recommended Records 6. Special Radio Media Project
- 2006 — Русский Revolver
- 2011 — Охота 7 (Bomba-Piter)[32]
- 2013 — Андерграунд: современная история, ч.1. Радио Пустота (к фестивалю «Противофаза-2013»)[33]
- 2013 — GENERATION.torrent-2013
- 2013 — Black Lighthouse 2
- 2013 — Трибьют Олди и Комитету Охраны Тепла «Это не рок-н-ролл»[34]

### Музыка
- Официальный сайт на Кругах
- Контора Кука на Bandcamp.
- Контора Кука на Яндекс. Музыке
- Контора Кука на Soundcloud
- Контора Кука на iTunes

### Видео
- «Счетчик (Meter)» 2009
- Контора Кука. Фильм (2010)
- «Хроноп — Ночь птиц (Контора Кука Mixdown)» 2012
- «На кончиках сна» 2012
- «То Место» 2013
- «Страх» 2013
- «Не высказать вслух» 2014
- «Не в этой жизни» 2014
- «Руэйн-Варака» 2015
- «РИО» 2016

### Интервью
- Неизвестная музыка. 1. «Контора Кука»: траурный джаз или кислотный марш
- Суровые самарские рокеры — «Контора Кука»
- Интервью в журнале Grave Vibes fanzine #6 (недоступная ссылка)
- «Алхимия музыки» — интервью Самарской Газете
- «Гарантий в искусстве никто не дает» — интервью Волжской Коммуне
- Шумовые пляски с лирическим отклонением
- интервью украинской газете Доzoр Афиша
- Интервью журналу «Другой город» накануне презентации «Средней Волги»
- интервью в mk.ru накануне презентации «Средней Волги»

### Эфиры
- Группа в эфире программы «Родная Речь» (Наше Радио)
- Группа в эфире программы «Восприятие» (Tok FM)

### Рецензии
- Вирус Джаза
  - рецензия на «Вирус Джаза» Андрея Смирнова на Завтра.ру
  - Контрабандная фонотека. Контора Кука — «Вирус джаза» (2011)
- ЧЕК
  - рецензия на «ЧЕК» Андрея Смирнова на Завтра.ру
  - рецензия на «ЧЕК» в журнале InRock
  - Рецензия на «ЧЕК» в испанском блоге WHITE NOISE…. DADÁ
  - рецензия на «ЧЕК» на сайте KM.RU
  - рецензия на «ЧЕК» на reproduktor.net
  - рецензия на «ЧЕК» сайта Наш НеФормат
- Средняя Волга
  - рецензия на «Среднюю Волгу» Андрея Смирнова на Завтра.ру
  - рецензия на «Среднюю Волгу» в журнале InRock
  - рецензия на «Среднюю Волгу» на RollingStone.ru
  - рецензия на «Среднюю Волгу» от RE:Активиста
  - Альбом дня: «Средняя Волга» на сайте zvuki.ru
  - рецензия на «Среднюю Волгу» сайта Контр@банда
  - рецензия на «Среднюю Волгу» на сайте KM.RU
- РИО
  - рецензия на «РИО» Андрея Смирнова на Завтра.ру
  - рецензия на «РИО» сайта Контр@банда
  - Долой штампы: 5 лучших альбомов российского андеграунда в уходящем году
- Карачун
  - «Карачун» от «Конторы» на сайте prockos.ru
  - рецензия на «Карачун» Андрея Смирнова на Завтра.ру

### Разное
- Слушать музыку лифтов
- Chambre de l’Etranger — Sitka Pete Serie 2011-12
- Звук вокруг (Афиша.ру)
- Досье на группу сайта Zvuki.ru
- Контора Кука на discogs.com